# Arzay
Arzay foi uma comuna francesa na região administrativa de Auvérnia-Ródano-Alpes, no departamento de Isère. Estendia-se por uma área de 9,79 km².
Em 1 de janeiro de 2019, passou a formar parte da nova comuna de Porte-des-Bonnevaux.